# 鶴咀燈塔
鶴咀燈塔（英語：Cape D'Aguilar Lighthouse），又稱德己立角燈塔，是香港第一座燈塔，位於香港島南區鶴咀半島的鶴咀，於2006年3月3日列入香港法定古蹟。

## 歷史

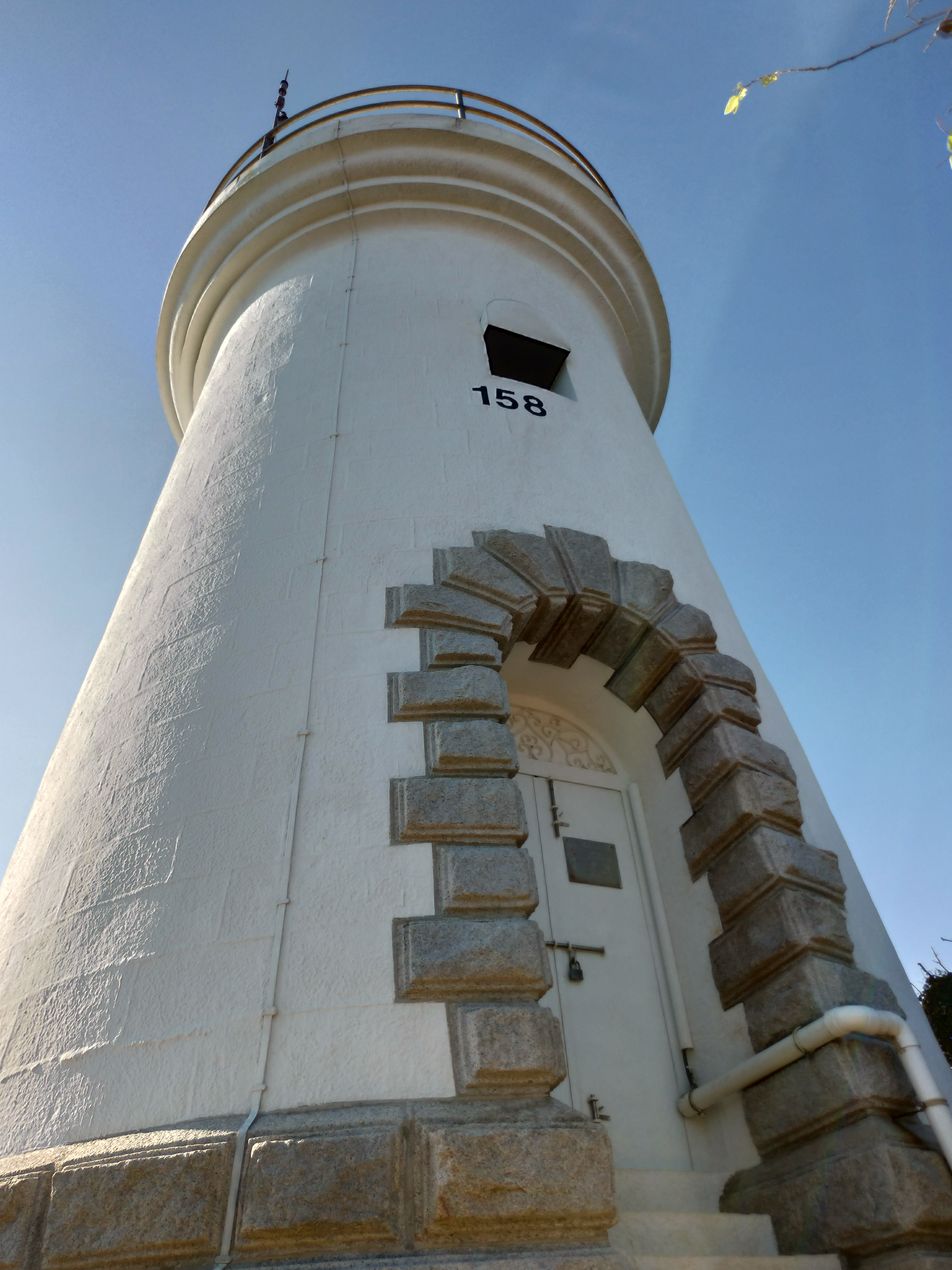
鶴咀燈塔近攝

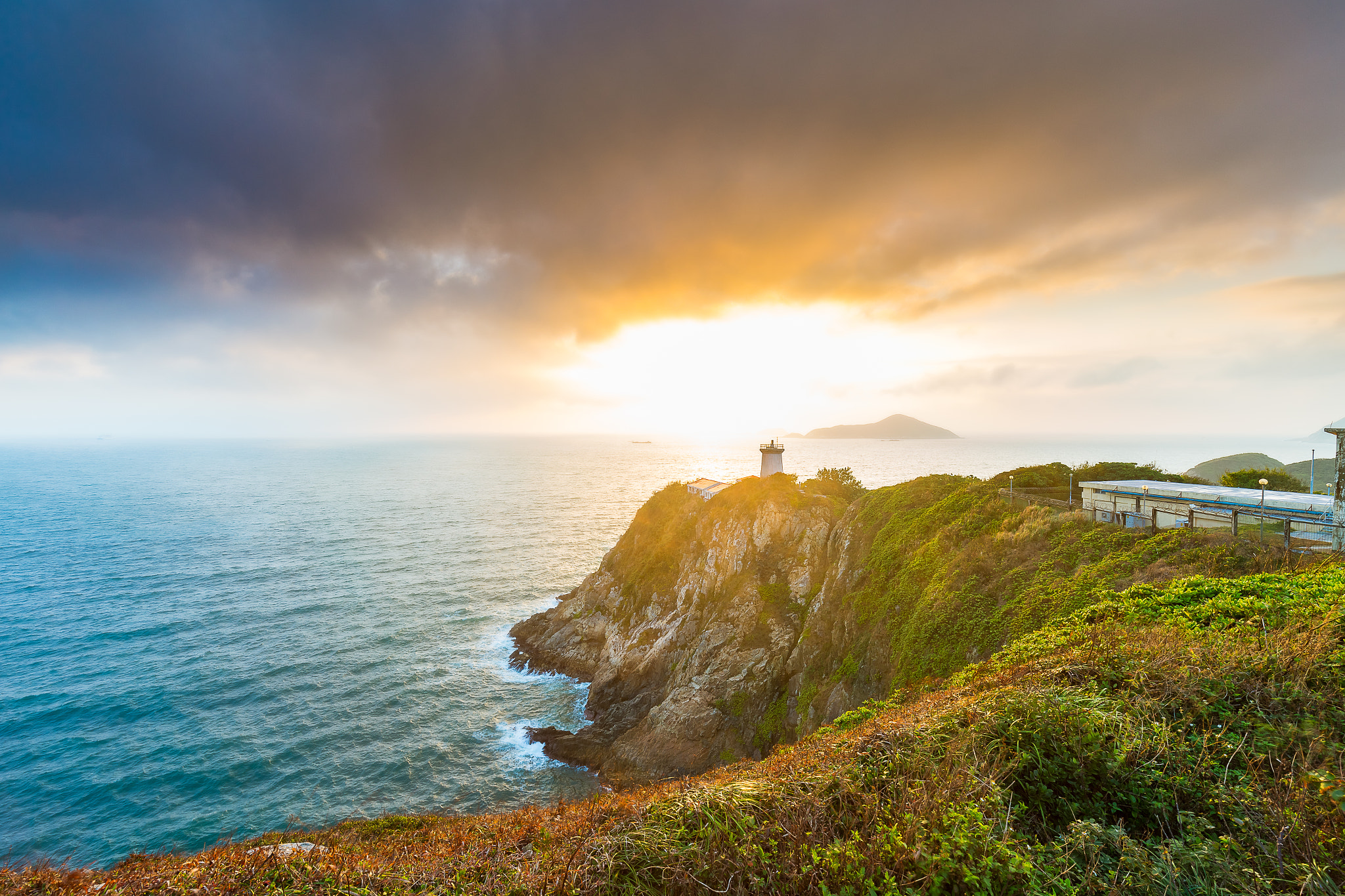
日出時份從鶴咀炮台眺望燈塔

香港成為英國的殖民地後，水上交通變得更為繁忙，尤其在1869年蘇彝士運河開通之後。1867年，英國海軍測量師列特中校（Commander Reed）選址於香港興建燈塔，當時選了南丫島和南邊的蚊尾洲（Gap Rock），但因地處清廷管轄領土，英方與清廷談判不果而作罷。最後於1873年3月選取了鶴咀、青洲和黑角頭這三個地方。於是興建燈塔的工程隨即展開，鶴咀燈塔亦於1875年4月16日落成啟用。造價15,000港元，建成時高17米，採用煤和石油氣燈，天朗氣清時訊號燈發出穩定的白光能照到23海里以外。燈塔並有看守員駐守。
1893年，位於橫瀾島的燈塔落成啟用，因此鶴咀燈塔便失去使用價值，最後於1896年停止運作。期間曾於1905年計劃拆去照明設施移到青洲燈塔，以提升其效能，卻發現部件太大，唯有放棄，改為在旁另建一座新的青洲燈塔。1975年，鶴咀燈塔重新啟用，並改為自動化操作。
鶴咀燈塔是香港第一座燈塔建築，也是香港現存五座戰前燈塔之一，在香港海事史上佔有重要的地位。燈塔在2000年被古物古蹟辦事處列為歷史建築，2006年獲升格為法定古蹟。

## 特色
鶴咀燈塔位處香港島東南角，為一座高9.7米白色的圓形石塔，燈塔的底座、拱形的門口及內裡的螺旋形樓梯都是以石塊砌成，入口的鐵門則有刻幾何圖案。照明儀器是固定一級屈光鏡，用折射原理把光聚焦到中心，射出的白色燈光可遠至23海里之外的水域。

## 外部連結
- 法定古蹟：鶴咀燈塔（页面存档备份，存于），香港古物古蹟辦事處
- 鶴咀燈塔列歷史建築，香港政府新聞網，2005年12月30日